# Stephen Lippard
Stephen James Lippard (Pittsburgh, 12 de outubro de 1940) é um químico bioinorgânico estadunidense.
Professor de química da cátedra Arthur Amos Noyes do Instituto de Tecnologia de Massachusetts.
Recebeu em 2014 a Medalha Priestley.